# San Aventín
La aldea de San Aventín (Sant Aventí en aragonés), es un despoblado situado en Ribagorza, entre las poblaciones de Torre la Ribera y Visalibons, en pleno valle del Isábena, en las laderas del macizo del Turbón. La aldea está despoblada desde antes de finales del año 1900.

## Historia
Aunque nunca tuvo más de tres casas abiertas, se tiene constancia de su existencia al menos desde 1007 en el acta de consagración de Raluy La advocación ultrapirenaica y la entrega de la aldea al monasterio de Obarra lo inscriben dentro del intento de asentar población en la zona de contacto frente a los musulmanes. En la posterior consolidación de los dominios monacales aragoneses, en el siglo xii pasó a depender de Obarra al monasterio de San Victorián, en el que consta hasta por lo menos 1119.
Aunque también aparece mencionado en las actas del concejo de Campo, en donde en el 1528 aparecen mencionados Joan y Arnalt de Sant Aventín. 
Durante la segunda mitad del siglo XIX el caserío se amplió, llegando a contar con tres casas habitadas, Casa Aventín, Casa Arrendador y Casa Juan.

## Patrimonio
- Iglesia parroquial de estilo románico construido a mediados del siglo XII aunque muy transformado como por ejemplo el ábside poligonal que fue reedificado en el siglo XVI. Se trata de un templo de nave única cubierto con bóveda de cañón y dos capillas laterales cubiertas igualmente, mientras que al exterior cuenta con una espadaña de doble ojo.[5] Sobre la puerta de acceso se encontraba un crismón trinitario de siete brazos y aro marco, que fue expoliado.[6]